# Alter (månekrater)
Alter er et nedslagskrater på Månen, beliggende på den nordlige halvkugle på Månens bagside. Det er opkaldt efter den amerikanske astronom og meteorolog Dinsmore Alter (1888 -1968).
Navnet blev officielt tildelt af den Internationale Astronomiske Union (IAU) i 1935. 

## Omgivelser
Alter ligger sydvest for det større Robertsonkrater og øst for Ohmkrateret.

## Karakteristika
Den ydre rand af Alterkrateret er gået i forfald ved efterfølgende erosion, hvilket er tydeligst i de nordlige og sydlige udkanter. Der ligger et lille krater over den syd-sydøstlige rand. En kløft skærer gennem kraterbundet fra den sydlige rand mod nord-nordøst. Strålemateriale er strøet over bunden fra øst og danner et par svage bånd hen over den.

## Satellitkratere
De kratere, som kaldes satellitter, er små kratere beliggende i eller nær hovedkrateret. Deres dannelse er sædvanligvis sket uafhængigt af dette, men de får samme navn som hovedkrateret med tilføjelse af et stort bogstav. På kort over Månen er det en konvention at identificere dem ved at placere dette bogstav på den side af satellitkraterets midte, som ligger nærmest hovedkrateret. Alterkrateret har følgende satellitkratere:
| Alter | Bredde  | Længde   | Diameter |
| ----- | ------- | -------- | -------- |
| K     | 16,3° N | 106,0° V | 22 km    |
| W     | 20,4° N | 109,2° V | 52 km    |

## Måneatlas
- Billeder af Alterkrateret i LPI-måneatlasset